# Ania Bukstein
Ania Bukstein (en hébreu : אניה בוקשטיין, en russe : Аня Букштейн, Anya Bukshteyn ), née le 7 juin 1982 à Moscou (URSS), est une actrice, chanteuse et parolière israélienne d'origine russe.

## Biographie
Bukstein est né comme enfant unique à Moscou, en URSS, en 1982, dans une famille russo-juive. [1] Ses parents sont tous deux médecins. sa mère est orthophoniste et son père neuro-oncologue.
Elle parle russe, hébreu, français et anglais. Ayant grandi à Moscou, elle a étudié le piano classique dès l'âge de 5 ans et a déclaré avoir étudié avec une discipline stricte commune aux enfants de l'Union soviétique [2]. Ses parents et elle ont immigré en Israël au début des années 90, alors qu'elle avait 8 ans, alors que ses grands-parents habitent toujours à Moscou. Elle a commencé sa carrière d'actrice à l'âge de 12 ans. Cependant, en Israël, elle a abandonné son rêve de devenir pianiste de concert professionnelle. [3] Adolescente, elle a fréquenté le lycée des arts Telma Yalin à Givatayim, en Israël. Après avoir obtenu son diplôme d'études secondaires, elle a servi comme soldat dans le groupe de l'armée de l'air israélienne pendant deux ans. Après avoir étudié le français, elle a ensuite reçu une bourse pour étudier à Paris.

## Filmographie partielle

### Au cinéma
- 1994 : New Land (Aretz Hadasha) : Anna
- 2003 : Cadeau du ciel (Matana MiShamayim) : Marina - Fira's daughter
- 2005 : Schwartz Dynasty (Shoshelet Schwartz) : Anna
- 2006 : Foul Gesture : Arkadia
- 2007 : The Secrets (Ha-Sodot) : Noemi
- 2010 : Rabies (Kalevet) d'Aharon Keshales et Navot Papushado (en) : Adi
- 2011 : Al Martha Lauf
- 2012 : Dirizhyor (The Conductor) : Anna
- 2012 : Dead Europe : Amina
- 2013 : Everywhere But Here : Romy
- 2013 : Les Interdits de Philippe Kotlarski et Anne Weil : Vera
- 2016 : A Quiet Heart : Naomi
- 2017 : Madam Yankelova's Fine Literature Club (HaMoadon LeSafrut Yaffa Shel Hagveret Yanlekova)

### À la télévision
- 2015 : False Flag (Asia Brinditch)
- 2016 : Game of Thrones (saison 6, épisode 5 : La Porte) : prêtresse rouge Kinvara

## Distinctions
- Israel Theater Prize
- 2016 : Nomination à l'Ophir de la meilleure actrice pour A Quiet Heart
- 2016 : Festival du film Nuits noires de Tallinn : prix de la meilleure actrice pour A Quiet Heart